# 南昌向塘機場
南昌向塘機場是一個位於南昌市南昌縣向塘鎮的軍用機場，於1952年建成，1957年開始承擔民航業務，直至1999年轉往南昌昌北国际机场。
解放軍空軍在此駐紮有空40旅，裝備殲-16戰鬥機。

## 歷史
1952年，中國人民解放軍空軍在向塘鎮修建軍用機場，該機場位於南昌市區以南29公里，向塘站以東4公里。四年後，向塘機場被批准軍民合用。1957年1月1日，江西省1949年後第一個民用航班抵達向塘機場，當時的路線為上海-杭州-南昌-廣州。該年度南昌航空站的旅客吞吐量為102人。
1980年，向塘機場客流量為35799人次，次年跑道加厚工程啟動，南昌民航暫時轉往洪都航空所用的南昌青云谱机场，直至1982年初遷回向塘。
1988年，中國民航開通向塘機場至香港啟德機場的包機航線，次年向塘機場的旅客吞吐量更超過10萬人次。向塘機場在1982年後亦經過多次擴建，停機坪可停放10架安-24和一架波音737。
向塘機場的客運量持續增長，1995年和1996年更連續兩年突破80萬人次，但其規模無法滿足更大的民航運輸需求。1996年，南昌昌北国际机场開工建設，以取代向塘機場的民用功能。
1999年9月9日晚，向塘機場的最後一個民用航班降落，當晚24時轉場至新建的昌北機場，向塘機場亦重新成為純軍用機場。

## 軼事
童話作家郑渊洁曾於1970年至1976年間在向塘機場任飛機修理師，《舒克和贝塔》的創作即與鄭淵潔的空軍地勤經歷密切相關。